# Museu Social
El Museu Social fou una entitat de Barcelona que va existir entre 1909 i el 1920 aproximadament. Tenia l'objectiu d'estimular i fomentar iniciatives i activitats destinades a millorar les condicions de vida i de treball de les classes socials més populars. Fou una iniciativa vinculada al moviment noucentista, similar a la creació el 1906 de l'Institut Municipal d'Higiene. Entre altres aspectes, la institució es va ocupar del problema de l'habitatge per als obrers, que en aquells moments era escàs i insalubre.
Va ser creada per l'Ajuntament de Barcelona i per la Diputació, llavors dirigida per Prat de la Riba. Va ser dirigida per Josep Maria Tallada, i Josep Ruiz i Castella en fou el secretari. Cebrià Montoliu, va exercir de bibliotecari. La seva seu fou a un dels edificis de l'actual Escola del Treball. A la Biblioteca de Catalunya es conserven un gran nombre de documents recopilats per l'entitat sobre diversos temes relacionats amb el món laboral (reglaments, vagues...)

## Serveis
El museu, a més de realitzar exposicions divulgatives, va impulsar la creació de diverses entitats subsidiàries o paral·leles, com la primera cooperativa catalana de cases barates el 1911, una societat cívica anomenada Ciutat Jardí, el Grup Català de l'Associació Internacional per a la Protecció Legal dels Treballadors.
Altres obres molt destacades van ser:
- Institut d'orientació professional, creat el 1916 de la mà de Josep Ruiz i Castella fou una evolució del Secretariat de l'Aprenentatge, fundat el maig de 1914. Si el secretariat havia desenvolupat un paper de protecció social, l'Institut fou creat per aprofundir l'organització científica del treball, i més tard, la psicotècnia, com a nova ideologia de la patronal[5]
- Borsa de treball, creada el 1912, va confeccionar estadístiques i donà resposta a consultes individuals, i també va assessorar en el projecte de cooperatives empresarials. Les estadístiques de la Borsa de Treball volien servir d'orientació sobre les tendències del mercat de treball per sexes i sectors, indicant els canvis que podien comportar.[6]
- Oficina d'Informació econòmica i social, que va crear una biblioteca, organitzar conferències, cursos i un servei d'estadística (estadístiques de subsistències, de salaris, de vagues); va editar llibres, fullets i revistes.[4]

## Exposicions destacades
- Exposició d'Economia Social i d'Higiene i Seguretat del Treball, 1911
- Exposició del Treball a Domicili, 1915

## Publicacions
Entre 1912 i 1915 va editar el Butlletí d'Estadística Social, així com les seves pròpies memòries.